# 10159 Токара
10159 Токара (10159 Tokara) — астероїд головного поясу, відкритий 9 грудня 1994 року.
Тіссеранів параметр щодо Юпітера — 3,495.